# خوسيه خيمينيز رويز
خوسيه خيمينيز رويز (بالإسبانية: José Jiménez Ruiz)‏ هو عسكري إسباني، ولد في 24 مايو 1946 في مدريد في إسبانيا.